# 江美琪

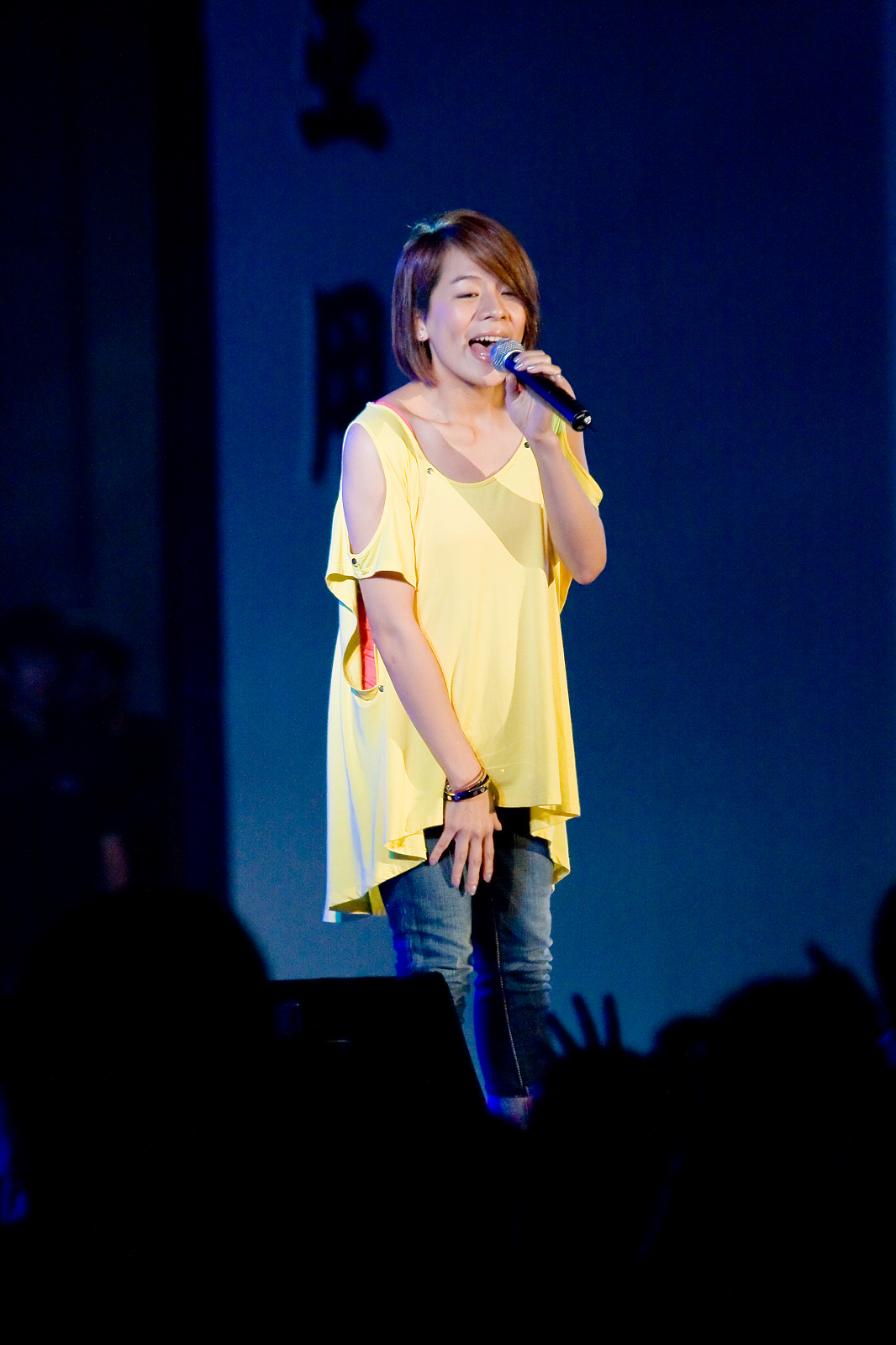
江 美琪

江 美琪（チャン・メイチー、1980年8月14日 - ）は、台湾の歌手。ニックネームは「小美（シャオ・メイ）」。血液型AB型。

## 略歴
台湾の桃園県中壢市(現:桃園市中壢区)出身。1997年に桃園県私立復旦高級中学服装科を卒業。18歳時にMTVの『MTV新生卡位戦』に参加し4位に入る。その後創立した「維京音楽」と契約しファースト・アルバム『我愛王菲』を世に出し、半年後にセカンド・アルバム『第二眼美女』を出す。
2006年3月13日、記者会見で「維京音楽」から「種子音楽」に移籍したことを発表した。その後、「種子音楽」との契約は2008年まで続いた。2010年4月、光良と孔勝民が台北で設立したレコードレーベル「星娯音楽」と契約した最初の歌手となった。

## ディスコグラフィー

### アルバム
- 『我愛王菲』
- 『第二眼美女』
- 『悄悄話』
- 『想起』
- 『再一次也好』
- 『美樂地*Melody』
- 『朋友的朋友』
- 『又寂寞又美麗』（ベスト版）
- 『恋人心中有一首詩』
- 『愛哭鬼』